# وانگ، اتریش
وانگ  (به آلمانی: Wang) یک منطقهٔ مسکونی در اتریش است که در ناحیه شایبس واقع شده‌است. وانگ  ۱۹٫۶۶ کیلومتر مربع مساحت دارد ۳۲۳ متر بالاتر از سطح دریا واقع شده‌است.